# Старобельск в творчестве Ильфа и Петрова

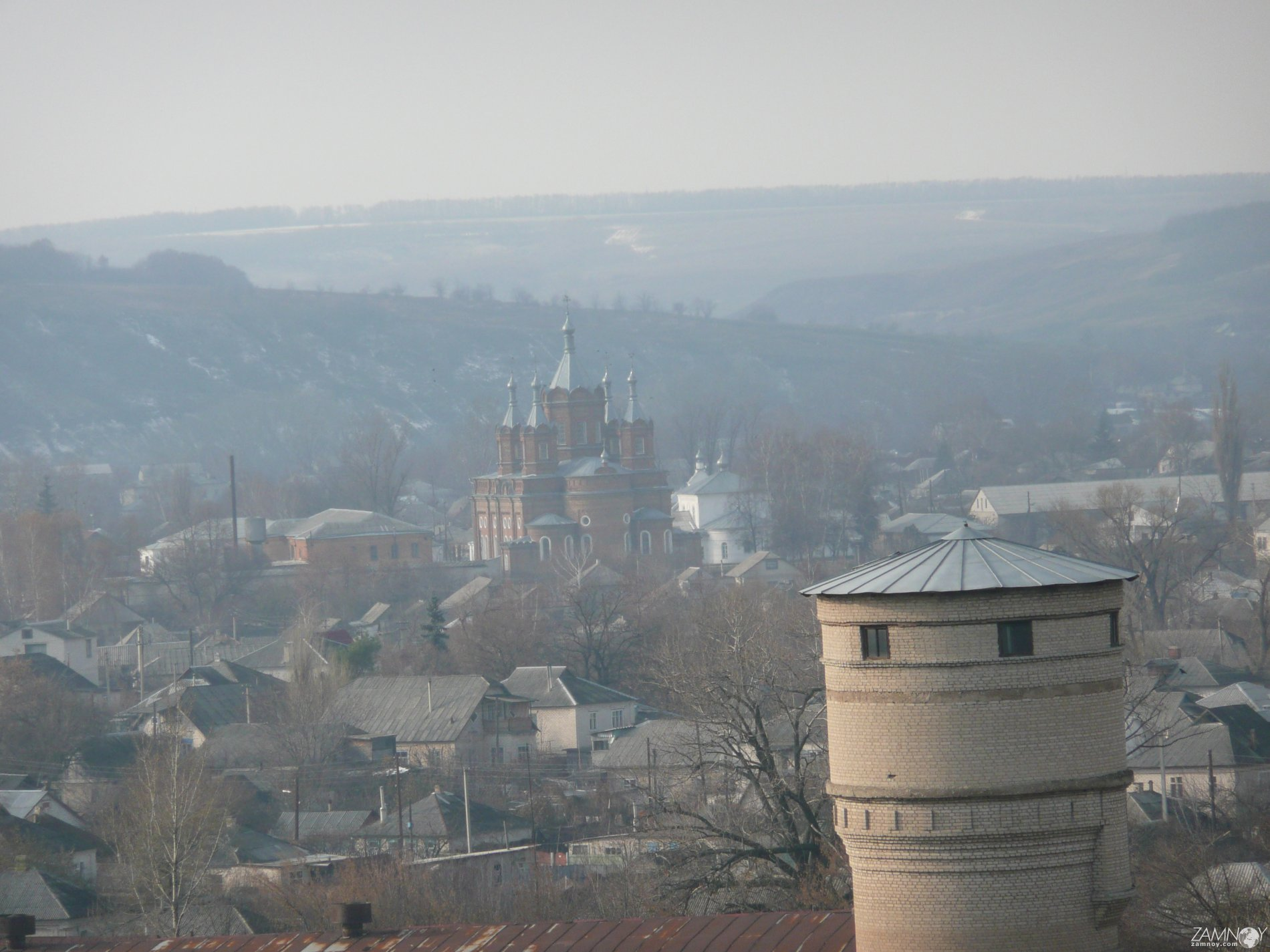
Монастырь в Старобельске. Вид с дельтаплана, 2010 год

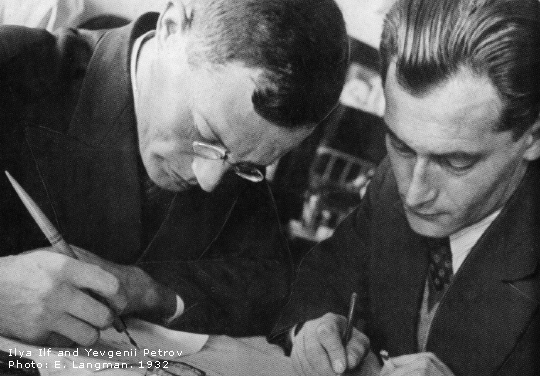
Советские писатели Илья Ильф и Евгений Петров, 1932

Публицистами, журналистами а также рядом литературоведов, историков и краеведов отмечается влияние города Старобельска в Луганской области на творчество советских писателей-сатириков Ильи Ильфа и Евгения Петрова:139. Старобельск считается прообразом вымышленного города Старгорода, упоминаемого в романе «Двенадцать стульев», а также местом, где начиналось действие романа. В свою очередь, деятельность писателей оказала влияние на культурно-исторический облик современного Старобельска.

## Командировка Ильфа и Петрова в Старобельск
В 1923 году корреспонденты московской газеты «Гудок» Ильф и Петров были командированы в уездный город Старобельск с целью сбора материала по заданию газеты. В процессе описания этой поездки в публицистике и журналистских материалах описывается множество совпадений и сходств событий, происходивших с Ильфом и Петровым в процессе этой командировки, с событиями и явлениями, впоследствии описанными сатириками в романах «Двенадцать стульев» и «Золотой телёнок». К работе над своими произведениями сатирики приступили вскоре после данной командировки.

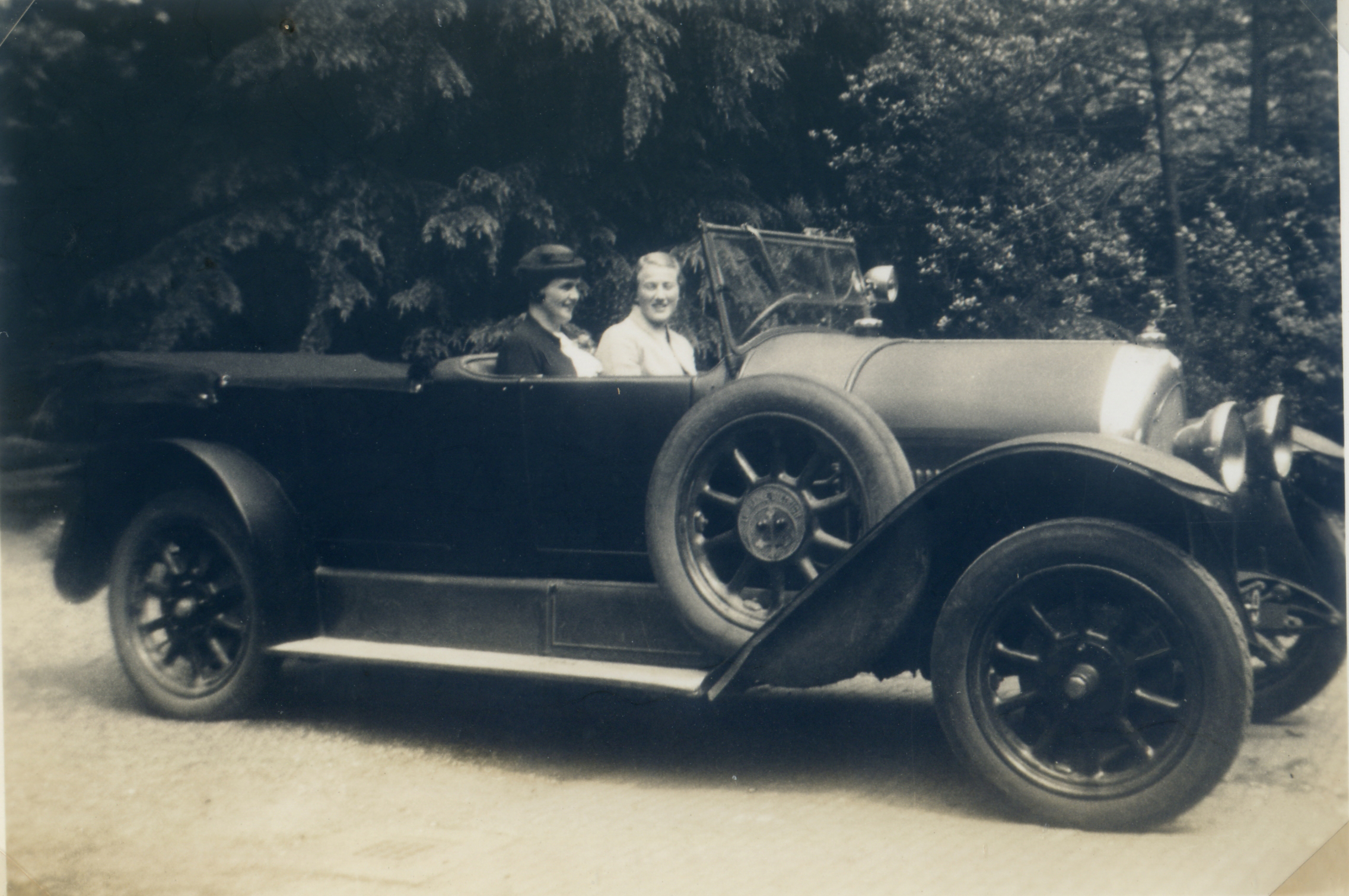
автомобиль «Лорен-Дитрих», 1924 год

В газете «Труд» отмечается, что для встречи Ильфа и Петрова старобельским исполкомом был выделен раритетный автомобиль неустановленного происхождения, именуемый «Лорен-Дитрихом». Этот автомобиль появился в городском автопарке с приходом в Старобельский уезд Государственной стражи гетьмана Павла Скоропадского в 1918 году. Старобельский краевед Иван Евсеевич Мирошниченко свидетельствует:

Летом 1954 года меня, учащегося ПТУ, направили в село работать на току. Я прихватил с собой книгу «12 стульев». Когда же водитель грузовика, которого звали Роман Денисович, увидел книгу в моих руках, то аж подпрыгнул: «Ух ты! Так я же этих писателей хорошо знаю. В 1923 году я работал водителем в Старобельском исполкоме и возил их по уезду. Интересные хлопцы. Всё шутили. И чаще по поводу авто, на котором тряслись по местному бездорожью, собирая материал о сельском разгильдяйстве».
— 
Ильф и Петров, посещая райцентр Марковку, заезжали на обратном пути в Бондарёвку, где существовало коллективное садоводческое сельхозпредприятие, специализирующееся на выращивании яблок. Этим фактом публицистами и краеведами объясняется упоминание яблока в романе «Двенадцать стульев», которое Бендер протягивал беспризорнику, попросившему у него 10 копеек. В Старобельске писатели жили в гостинице, меблированной реквизированными у купечества и мещанства предметами, в том числе мебелью производства Гамбса, что создаёт аналогии с описываемым в произведении мебельным гарнитуром. Также, согласно свидетельствам старобельчан, в номере писателей стоял один такой стул, уже изрядно потрёпанный и развалившийся, который и выдал из своего нутра коробочку с табличкой о том, что этот стул является частью гарнитура из двенадцати стульев, причём остальные одиннадцать никто в глаза не видел.
Существовал в Старобельске и описанный в произведении приют для старушек. Мирошниченко сообщает по этому поводу следующее:

Ещё до революции генерал русской армии Николай Стоянов, выйдя в отставку, поселился в Старобельске. Он построил за свои деньги и любовно содержал приют для пожилых женщин и детей-сирот (в статье о Николае Стоянове упоминается приют для старых солдат и мальчиков — сирот военнослужащих). Богоугодное заведение примыкало к местной женской гимназии, дабы молодые девицы могли ухаживать за пожилыми дамами. К слову, и по сей день существует это строение. Теперь здесь аптека.
В 1922 году Стоянов был обвинён в организации антисоветских групп и убит прямо в здании уездного ЧК. Но приют для пожилых женщин просуществовал до начала 20-х годов, в основном на энтузиазме работников и благотворительной помощи местных жителей…
Взору Ильфа и Петрова приют предстал уже в неприглядном виде, но то не было виной «голубого воришки». В такой роли выступило само Советское государство, решившее сэкономить на старушках казённые деньги…
— 
До революции в Старобельске проживало 120 дворянских семей, преимущественно отставных военных, также город являлся центром торговли. Мирошниченко отмечает, что «вопрос Бендера к будущим членам „Союза меча и орала“: „В каком полку служили?“ — был для этих краёв далеко не праздным».
Также отмечается увлечённость жителей Старобельска 1920-х годов разного рода «кладоискательством». Это связывается с тем, что существовали легенды о зарытой в районе города казне действовавших в этом районе бунтарей начала и середины XVII века Ивана Болотникова и Кондратия Булавина (Булавин был убит недалеко от Старобельска), а также казне деятеля периода Гражданской войны Нестора Махно, находившегося некоторое время (сентябрь-октябрь 1920) со своим штабом в Старобельске, где был подписан союз между Махно и РККА о совместной борьбе против Врангеля.

## Память о произведениях в Старобельске

Памятник Остапу Бендеру и мальчику, который просил десять копеек в парке Старобельска

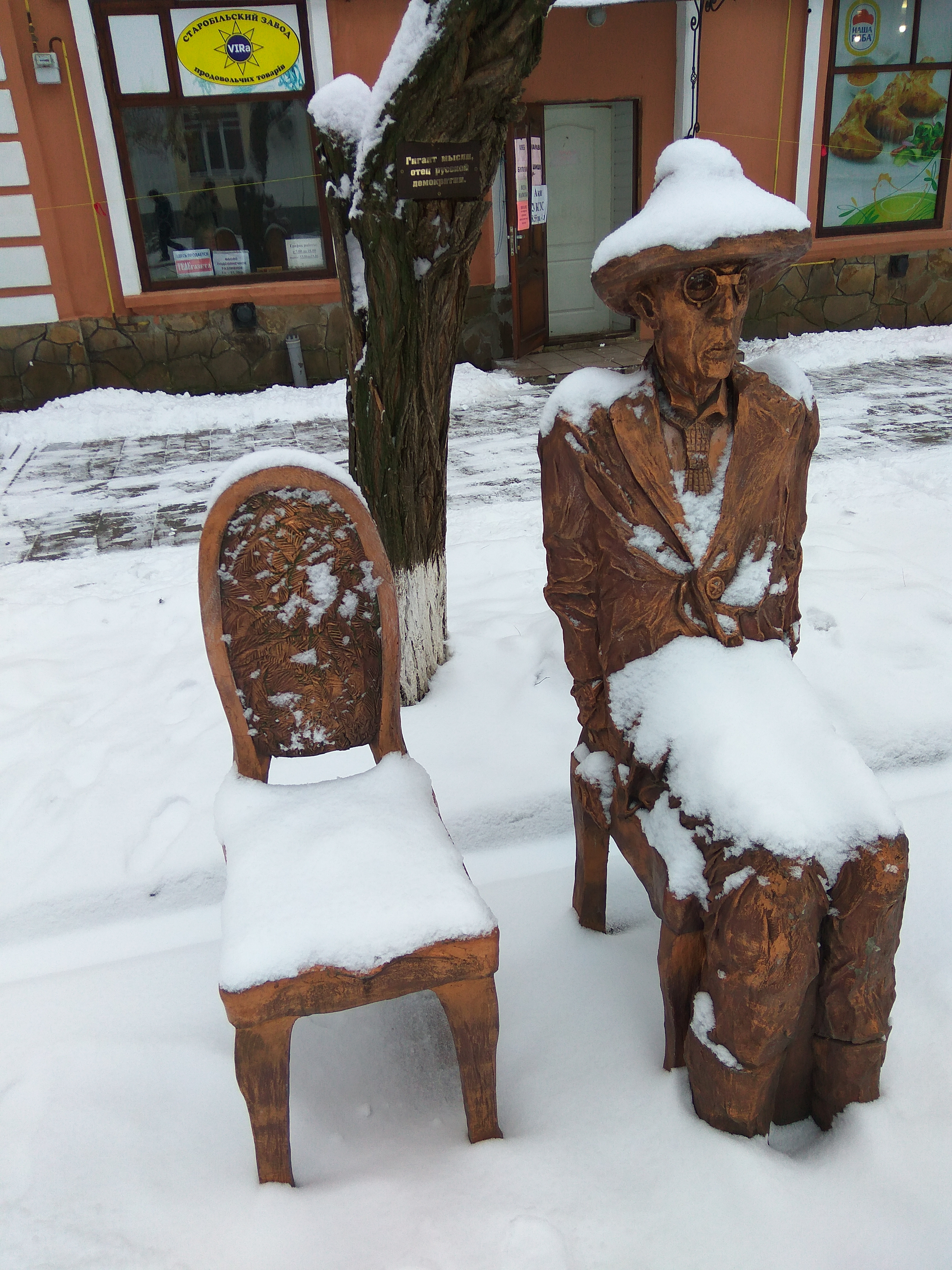
памятник Кисе Воробьянинову в Старобельске

В 2007 году к 80-летию создания произведения «Двенадцать стульев» в парке возле старобельского филиала ЛНУ был поставлен памятник сюжету романа. Эта идея принадлежала коллективу Луганского национального университета имени Т. Г. Шевченко. Украинская исследовательница Наталья Журмий отмечает, что причиной его создания стала версия, что действие в романе Ильфа и Петрова «Двенадцать стульев» начинается в нынешнем Старобельске, в который в 1923 году в действительности были командированы авторы романа, тогда — корреспонденты газеты «Гудок». О появлении Остапа Бендера в городе Старгороде в тексте романа сообщается: «В половине двенадцатого с северо-запада, со стороны деревни Чмаровки, в Старгород вошёл молодой человек лет двадцати восьми. За ним бежал беспризорный. — Дядя! — весело кричал он. — Дай десять копеек!».
Возле Старобельска в действительности существует пригород со схожим названием, который сейчас называется Чмыровка (укр. Чмирівка, в 1920-х годах — Чмаровка); именно он считается прообразом упомянутой в романе Чмаровки.

Артимарки вымышленного Старгородского земства, которые выпустил предводитель дворянства И. Воробьянинов в 1912 году

Директор старобельского филиала ЛНУ Николай Выхватенко так прокомментировал[когда?] это событие:

Думаю, не ошибусь, если скажу, что эта композиция станет визиткой не только нашего учебного заведения, но и в целом города Старобельска, — это литературный шедевр. Я искренне верю, что старобельская земля вдохновит ещё не одно поколение талантливых людей на создание бессмертных образов, великих творений. Позволю себе праздничный оптимизм и скажу, что среди них обязательно будут, непременно должны быть наши воспитанники! Уже завтра командовать парадом будут они, новое поколение!

Киса Воробьянинов в Старобельске

 Перед аркой (въездом во двор) двухэтажного здания на углу центральной площади города, где до революции была в подвале «дворницкая» и на балконе которого обедали Ильф и Петров, в 2011 году был открыт памятник Кисе Воробьянинову в пенсне в стиле наивного искусства.